# Moonraker (livro)
Moonraker é um romance de espionagem escrito pelo autor britânico Ian Fleming e o terceiro livro da série James Bond. A história acompanha o agente secreto britânico James Bond enquanto tenta parar o industrialista Hugo Drax, um ex-nazista que passou a trabalhar para a União Soviética e que planeja lançar um foguete com uma ogiva nuclear diretamente contra Londres.
Fleming escreveu Moonraker no início de 1954 em sua propriedade Goldeneye na Jamaica. A ideia original do enredo veio de um roteiro de cinema que Fleming concebeu e que originalmente ele achou que era muito curto para um romance, com o autor realizando várias pesquisas antes de começar a escrever. O romance lida com vários temores da década de 1950, incluindo o temor de ataque de foguetes, aniquilação nuclear, comunismo, ressurgimento do nazismo e a "ameaça interna" vinda destas duas ideologias. O livro também examina a inglesidade, procurando mostrar tantos as virtudes quanto os defeitos da Inglaterra.
Moonraker foi publicado no Reino Unido em abril de 1955 pela editora Jonathan Cape e foi bem recebido pela crítica. Foi adaptado pela primeira vez em 1956 na África do Sul como um rádio-drama estrelado por Bob Holness, seguido por uma tira de quadrinhos serializada no jornal Daily Express entre março e agosto de 1959. O título do livro foi usado em 1979 para o décimo primeiro filme da série cinematográfica de James Bond, o quarto estrelado por Roger Moore, porém o enredo foi alterado significativamente.

## Enredo
O agente secreto britânico James Bond é convidado por seu superior M para o clube Blades. Neste, o empresário sir Hugo Drax está ganhando uma quantidade considerável de dinheiro jogando bridge. M suspeita que Drax está trapaceando e fica preocupado do motivo de um multimilionário e herói nacional estar trapaceando. Bond confirma a trapaça e consegue virar o jogo para cima de Drax usando um baralho manipulado, ganhando quinze mil libras esterlinas.
Drax tem um passado misterioso, supostamente desconhecido até dele mesmo. Acredita-se que era um soldado do Exército Britânico durante a Segunda Guerra Mundial que foi seriamente ferido à ponto de sofrer amnésia pela explosão de uma bomba plantada por um sabotador alemão em um quartel britânico. Voltou para casa depois de se recuperar e se tornou um rico industrialista. Drax depois disso começou a construir o "Explorador da Lua", o primeiro projeto de míssil nuclear britânico, que tinha a intenção de defender o Reino Unido dos seus inimigos da Guerra Fria. O foguete é um V-2 aprimorado que usa columbita para suportar as enormes temperaturas de combustão de seus motores, material que Drax detém um monopólio. O Explorador da Lua consegue aproveitar essa grande resistência ao calor para ampliar seu alcance para toda a Europa.
Um oficial de segurança do Ministério do Abastecimento é assassinado e M designa Bond para substituí-lo e investigar o que está acontecendo na base de construção de mísseis, localizada no litoral sul da Inglaterra. Todos os cientistas trabalhando no projeto são alemães. Ele conhece Gala Brand, uma policial do Ramo Especial que está atuando disfarçada como assistente pessoal de Drax. Bond descobre pistas sobre a morte de seu predecessor, concluindo que ele foi morto por ter avistado um submarino no litoral.
Krebs, um capanga de Drax, vasculha o quarto de Bond e este depois é quase morto junto com Brand por um deslizamento de terra. Drax leva Brand para Londres, onde ela descobre a verdade sobre o Explorador da Lua ao comparar seus próprios dados de trajetória com aqueles em um caderno que ela achou no bolso de Drax. Krebs a captura e a deixa presa em uma secreta estação de rádio que tem a intenção de atuar como farol para o sistema de orientação do míssil, ficando localizada bem no centro de Londres. Bond persegue Drax enquanto este leva Brand de volta para as instalações do Explorador da Lua, mas também acaba capturado.
Drax revela que nunca foi um soldado britânico e nunca teve amnésia: seu nome verdadeiro é conde Hugo von der Drache, um alemão comandante da unidade Werwolf. Ele se disfarçou com um uniforme Aliado e foi o sabotador que plantou a bomba no quartel britânico com a intenção de se ferir na explosão. A história da amnésia era apenas um disfarce para evitar ser reconhecido enquanto se recuperava no hospital, porém ela acabou levando a uma identidade britânica totalmente nova. Drax permaneceu um nazista convicto e determinado em se vingar do Reino Unido pela derrota da Alemanha e pelos desprezos sociais que sofreu em sua infância em uma escola britânica antes da guerra. Ele também explica que a União Soviética lhe deu uma ogiva nuclear que foi secretamente instalada no Explorador da Lua com o objetivo de destruir Londres.
Bond e Brand são aprisionados onde serão incinerados pela exaustão dos motores do Explorador da Lua, mas conseguem escapar antes do lançamento. Brand passa as coordenadas que Bond precisa para redirecionar o foguete para o mar. Drax e seus capangas escapam em um submarino soviético, mas acabam mortos quando o Explorador da Lua cai em cima deles. Depois de tudo, Bond se reencontra com Brand, mas eles se separaram depois dela revelar que está noiva de um colega policial.

## Antecedentes e escrita
O produtor de cinema Alexander Korda leu uma cópia prévia de Live and Let Die no início de 1953 e informou seu autor, o jornalista e escritor britânico Ian Fleming, de que ficou animado com o livro, mas que a história em si não seria uma boa base para um longa-metragem. Fleming disse a Korda que seu romance seguinte seria a expansão da ideia de um roteiro que se passaria em Londres e em Kent, também comentando que essa ambientação permitiria "alguns cenários de filme maravilhosos".
Fleming realizou muita pesquisa para escrever Moonraker. Ele pediu a Anthony Terry, um colega no jornal The Sunday Times, por informações sobre a unidade alemã Werwolf da Segunda Guerra Mundial e sobre foguetes V-2. Este último foi um assunto sobre o qual escreveu apara o escritor de ficção científica Arthur C. Clarke e à Sociedade Interplanetária Britânica. Fleming também visitou o psiquiatra Eric Strauss para discutir os traços de megalomaníacos, com o médico lhe emprestando o livro Men of Genius, que fazia uma ligação entre megalomania e chupar dedo quando criança. Fleming usou isto para fazer Hugo Drax sofrer de diastema, um resultado comum de se chupar o dedo. Segundo o biógrafo Andrew Lycett, Fleming "queria fazer de Moonraker seu romance mais ambicioso e pessoal". O autor era um assíduo jogador de cartas e ficou fascinado pelo escândalo do bacará real de 1890, conhecendo em 1953 uma mulher que estava presente na partida e questionando-a tão intensamente que ela começou a chorar.

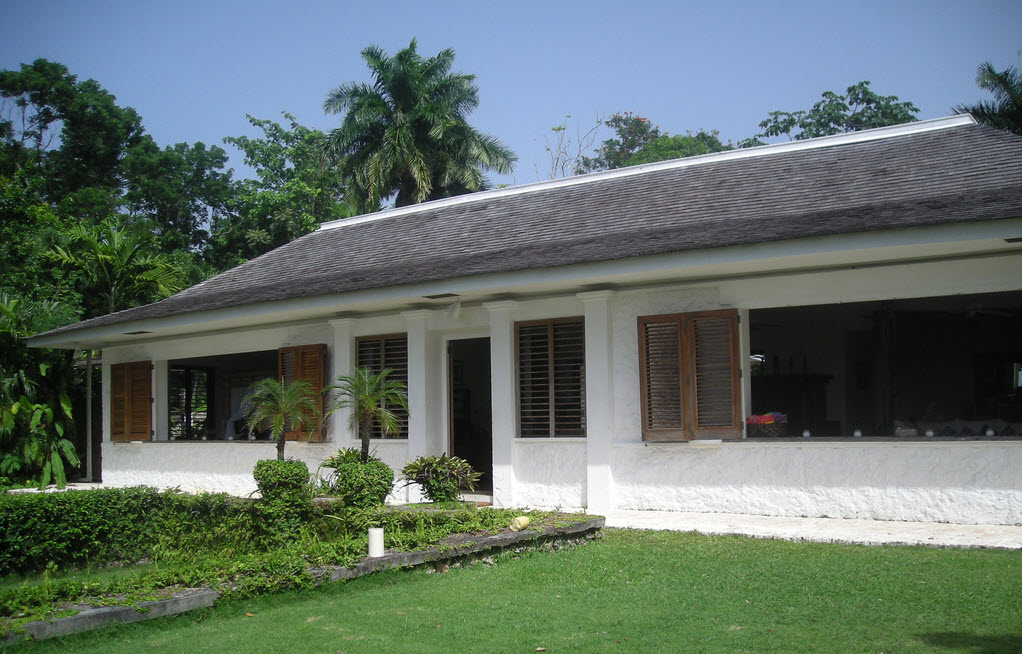
Goldeneye, onde Fleming escreveu todos os romances de James Bond

Fleming e sua esposa Ann viajaram para sua propriedade Goldeneye na Jamaica em janeiro de 1954 a fim de passarem suas férias anuais de dois meses. Ele nesta altura já tinha escrito dois romances de Bond: Casino Royale, publicado em abril de 1953, e Live and Let Die, cuja publicação seria em alguns meses. Fleming começou a escrever Moonraker ao chegar. Ele escreveu em maio de 1963 um artigo para a revista Books and Bookmen em que descreveu seu processo de escrita, dizendo: "Eu escrevo por cerca de três horas pela manhã ... e faço outra hora de trabalho entre seis e sete da noite. Nunca corrijo nada ou volto atrás para ver o que escrevi ... Pela minha fórmula, você escreve duas 2 000 palavras por dia". Fleming já tinha escrito trinta mil palavras até 24 de fevereiro, porém escreveu a um amigo que achava que estava parodiando seus dois trabalhos anteriores. Fleming escreveu em sua própria cópia de Live and Let Die o seguinte: "Isto foi escrito entre janeiro e fevereiro de 1954 e publicado um ano depois. É baseado em um roteiro de filme que eu tive em mente por muitos anos". Ele depois disse que a ideia do filme era muito curta para um romance e que "eu tive que mais ou menos enxertar a primeira metade do livro na minha ideia de filme para que ficasse na duração necessária".
Fleming considerou vários títulos para o romance. Sua primeira escolha tinha sido The Moonraker, mas seu amigo e dramaturgo Noël Coward o lembrou que já existia um romance com esse nome escrito por F. Tennyson Jesse. Fleming então considerou The Moonraker Secret, The Moonraker Plot, The Inhuman Element, Wide of the Mark, The Infernal Machine, Mondays are Hell e Out of the Clear Sky. Wren Howard da editora Jonathan Cape sugeriu Bond & the Moonraker, The Moonraker Scare e The Moonraker Plan, enquanto seu amigo e escritor William Plomer sugeriu Hell is Here. A escolha final de apenas Moonraker foi sugestão de Howard.
Fleming deu poucas informações sobre datas dentro de suas obras, mas dois escritores identificaram linhas do tempo diferentes a partir de eventos e situações relatados dentro da série James Bond como um todo. John Griswold e Henry Chancellor, ambos os quais escreveram livros à pedido da Ian Fleming Publications, colocam os eventos de Moonraker ocorrendo em meados de 1953, com Griswold sendo ainda mais específico, afirmando que a história se passa em maio daquele ano.

## Desenvolvimento

### Inspirações

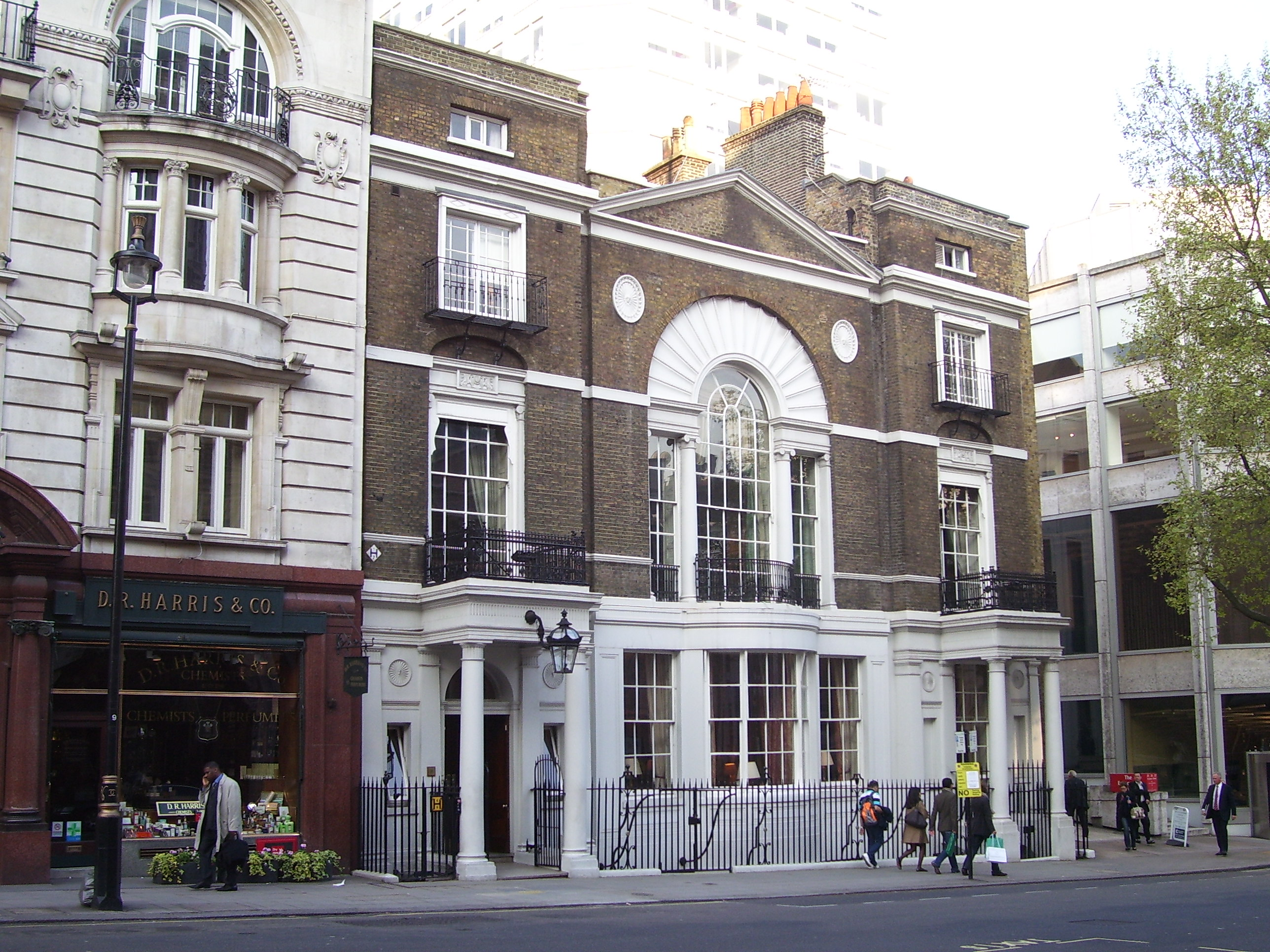
O Boodle's, um clube de cavalheiros de Londres e um dos modelos do Blades; Fleming era um membro desse clube

Muitos dos locais descritos no decorrer do romance foram baseados nas experiências pessoais de Fleming. Moonraker é o único livro de Bond que se passa inteiramente no Reino Unido, algo que o autor usou para escrever sobre a Inglaterra que ele tanto gostava, como o interior de Kent, incluindo os Penhascos Brancos de Dover, e os clubes de cavalheiros de Londres. Fleming era dono de um chalé em St Margaret's at Cliffe, perto de Dover, e se esforçou bastante para descrever corretamente os detalhes da área, chegando a emprestar seu carro para seu enteado com o objetivo de cronometrar a viagem de Londres para Deal para ser inclusa no livro. Ele também usou suas experiências nos clubes de Londres para as cenas que se passam no Blades. Fleming era membro do Boodle's, White's e Portland Club, com uma combinação do primeiro e do último provavelmente tendo sido os modelos para o Blades. O autor Michael Dibdin considerou que a cena no clube era "certamente uma das melhores coisas que Fleming já fez".
Os primeiros capítulos se focam na vida particular de Bond, com Fleming usando seu próprio estilo de vida como base. Também usou amigos, assim como havia feito nas suas obras anteriores: Hugo Drax foi nomeado em homenagem ao seu cunhado Hugo Charteris e também seu conhecido almirante sir Reginald Drax, enquanto seu amigo Duff Sutherland era um dos jogadores de bridge no Blades. Ronnie Vallance, o nome de superintendente da Polícia Metropolitana de Londres, era uma combinação daqueles de Ronald Howe, o verdadeiro comissário assistente da polícia na época, e da Vallance Lodge & Co., os contadores de Fleming. Outros elementos vieram do conhecimento do autor de operações de guerra realizadas pela T-Force, uma unidade secreta do Exército Britânico formada para continuar os trabalhos da Unidade de Assalto 30, esta estabelecida por Fleming.

### Personagens
Segundo o autor Raymond Benson, Moonraker é mais profundo e introspectivo do que as obras anteriores de Fleming, o que permitiu maior desenvolvimento de personagens. Desta forma, Bond "torna-se mais do que ... [a] figura de papelão" que tinha sido nos romances anteriores. O início do livro se concentra em Bond e suas rotinas diárias, que Fleming descreve como "Horas de trabalho elásticas de desde às dez até às seis, ... noites passadas jogando cartas na companhia de alguns amigos próximos, ... ou fazendo amor, com uma paixão um tanto fria, com uma de três similarmente dispostas mulheres casadas". Este estilo de vida foi modelado principalmente no do próprio Fleming, que o jornalista e escritor Matthew Parker enxerga como mostrando "uma amargura" do autor. Segundo Chancellor, dois dos outros vícios de Bond também foram mostrados: seu gosto por jogos de azar, algo ilegal em 1955 exceto em clubes particulares, e consumo excessivo de remédios e bebidas, nenhum dos quais era mal visto pela alta sociedade da época. Bond, antes de jogar com Drax, bebe uma vodca martíni, uma garrafa de vodca compartilhada com M, duas garrafas de champanhe e um conhaque, também misturando uma quantidade de benzedrina, uma anfetamina, em um copo de champanhe. Segundo o jornalista e historiador Ben Macintyre, Fleming considerava o consumo de álcool como "relaxamento, ritual e confiabilidade". A benzedrina era tomada por soldados na guerra para permanecerem acordados e alertas, com Fleming consumindo-a ocasionalmente.

"Fleming não usou inimigos de classe para seus vilões, usando em vez disso distorções físicas ou identidade étnica ... Ademais, no Reino Unido vilões estrangeiros usavam servos e empregados estrangeiros ... Este racismo refletiu não apenas em um destacado tema de escrita de aventura entre guerras, como os romances de Buchan, mas também na cultura literária ampla."

– Jeremy Black
Drax era fisicamente anormal, como muitos dos adversários de Bond escritor por Fleming. O personagem tinha ombros muito largos, uma cabeça grande e dentes protuberantes com diastema, enquanto seu rosto estava cheio de cicatrizes por uma explosão durante a guerra. Segundo os autores Kingsley Amis e Benson, ambos os quais depois escreveram romances de Bond, Drax é o vilão mais bem-sucedido do cânone de Bond. Amis acha isso "porque grande imaginação e energia foi investida em sua representação. Ele vive no mundo real ... [e] sua presença física preenche Moonraker". Esta visão também é compartilhada por Chancellor, que considera Drax "talvez o mais crível" de todos os vilões criados por Fleming. O historiador cultural Jeremy Black escreveu que assim como Le Chiffre e Mr. Big, os vilões dos dois primeiros livros de Bond, as origens de Drax e a história da Segunda Guerra Mundial são vitais para a compreensão do personagem. Drax era alemão, assim como muitos dos antagonistas dos livros de Bond, fazendo os leitores lembrarem de uma ameaça familiar no Reino Unido da década de 1950. Como Drax não tem uma namorada ou uma esposa, ele é, segundo as normas de Fleming e suas obras, um anormal no mundo de Bond.
Benson considera que Gala Brand é uma das mais fracas personagens femininas do cânone de Bond e "uma volta à caracterização um tanto rija de Vesper Lynd" de Casino Royale. A falta de interesse de Brand por Bond tira do romance a tensão sexual; ela é única no cânone por ser a única mulher que Bond não seduz. Os historiadores culturais Janet Woollacott e Tony Bennett escreveram que a aparente reserva de Brand com Bond não se dá por frigidez, mas por um noivado com um colega policial.
M é outro personagem mais bem desenvolvido em Moonraker do que nos livros anteriores, sendo a primeira vez na série que ele é mostrado fora do ambiente de trabalho dentro do clube Blades. Nunca é explicado como ele recebeu ou consegue pagar por sua filiação ao Blades, cujo número de membros era limitado a duzentos, todos os quais tinham que mostrar cem mil libras esterlinas em dinheiro ou em títulos de ouro. Amis considerou que a filiação de M ao clube dado seu salário é algo sem sentido, destacando que no livro On Her Majesty's Secret Service de 1963 é revelado que o salário de M como chefe do serviço secreto britânico é de 6,5 mil libras por ano.

## Estilo
Benson analisou o estilo de escrita de Fleming e identificou aquilo que descreveu como a  "Varredura Fleming": um elemento estilístico em que o autor usa "ganchos" no final dos capítulos com o objetivo de aumentar a tensão da narrativa e consequente empurrar o leitor para o próximo. Benson achou que a presença da varredura não estava tão destacada em Moonraker quanto nas duas obras anteriores de Fleming, isto principalmente porque o romance carece de sequências de ação.
Segundo o analista LeRoy L. Panek, Fleming usa em Moonraker uma técnica mais próxima das histórias de investigação do que de suspense. Isto se manifesta nas pistas colocadas pelo decorrer da história, também deixando que Drax revele seu plano apenas nos últimos capítulos. Black destacou que o ritmo do romance é estabelecido pelo lançamento do foguete, com quatro dias separando a instrução de Bond com M do lançamento, enquanto Amis considera que a história teve um final "um tanto apressado".
Moonraker usa um recurso literário que Fleming também emprega em outros lugares, em que um incidente aparentemente trivial entre os personagens principais, neste caso o jogo de cartas no começo, leva ao descobrimento de um incidente maior, o enredo principal envolvendo o foguete. Dibdin enxerga jogos de azar como a ligação em comum, desta forma o jogo de cartas atua como uma "introdução ao encontro seguinte ... para riscos ainda maiores". O crítico literário Daniel Ferreras Savoye enxergou este conceito de competição entre Bond e o vilão como uma "noção do jogo e a luta eterna entre Ordem e Disordem", algo comum nas histórias de Bond.

## Temas

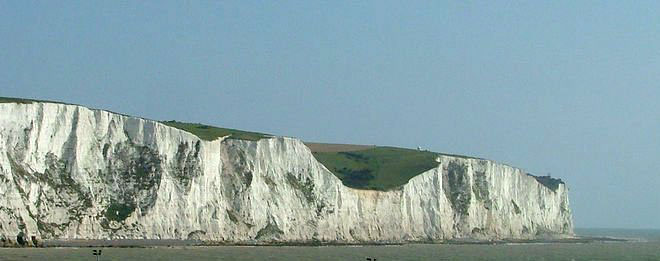
Segundo Black, a "importância totêmica" dos Penhascos Brancos de Dover ajuda Moonraker a ser "o mais britânico dos romances de Bond"

Parker descreveu Moonraker como "um hino à Inglaterra" e destacou como evidências as descrições de Fleming dos Penhascos Brancos de Dover e do centro de Londres. Até mesmo o alemão Krebs fica comovido com a vista do interior de Kent no país que ele odeia. O livro se passa a Inglaterra, especialmente em Londres e Kent, na linha de frente da Guerra Fria, com a ameaça contra o local enfatizando ainda mais sua importância. Bennett e Woollacott acharam que Moonraker define as qualidades e virtudes da Inglaterra e inglesidade como o "fundo tranquilo e organizado das instituições inglesas", que são ameaçadas pela perturbação que Drax traz.
O crítico literário Meir Sternberg considerou que o tema da identidade inglesa pode ser visto no confronto de Bond e Drax. Este, cujo nome verdadeiro Drache é "dragão" em alemão, é o oposto de Bond, que assume o papel de São Jorge.
Moonraker, assim como Casino Royale e Live and Let Die, gira em torno da ideia do "traidor interno". Drax é um "nazista alemão megalomaníaco que se mascara como um cavalheiro inglês", enquanto seu capanga Krebs tem o mesmo nome de Hans Krebs, o último chefe do estado-maior de Adolf Hitler. Black considera que Fleming, ao usar um alemão como o vilão do livro, "explora outra antipatia cultural britânica da década de 1950. Alemães, após a Segunda Guerra Mundial, tornaram-se outro alvo fácil e óbvio para má publicidade". Moonraker usa dois inimigos temidos pelo autor, nazistas e soviéticos, com Drax sendo um alemão trabalhando para a União Soviética. Os soviéticos são hostis no livro e proporcionam uma bomba atômica, suporte e logística para Drax. A história explorou os temores que os leitores da década de 1950 tinham de ataques de foguetes estrangeiros, medos que tinham suas origens nos foguetes alemães V-2 da Segunda Guerra Mundial. O enredo eleva essa ameaça, tendo um foguete baseado em solo britânico, mirado em Londres e "para acabar com a invulnerabilidade britânica".

## Recepção

### Publicação
Moonraker foi publicado em capa dura no Reino Unido pela editora Jonathan Cape em 5 de abril de 1955. A arte de capa foi desenhada por Kenneth Lewis seguindo sugestões de Fleming de usar chamas estilizadas. A tiragem inicial foi de 9,9 mil cópias. Foi publicado nos Estados Unidos pela Macmillan em 20 de setembro do mesmo ano. A Pan Books publicou em outubro de 1956 no Reino Unido uma edição em brochura que vendeu 43 mil cópias até o final do ano. Uma edição em brochura foi publicada nos Estados Unidos pela Permabooks em dezembro com o título de Too Hot to Handle. Esta edição foi modificada para americanizar expressões britânicas e Fleming escreveu notas explanatórias, como por exemplo sobre o valor da libra esterlina diante do dólar. Moonraker desde então já foi republicado várias vezes em edições em capa dura e brochura, além de traduzido em diversos idiomas. No Brasil, foi publicado pela primeira vez pela Editora Civilização Brasileira em 1965 com o título de O Foguete da Morte.

### Crítica
Noël Coward, amigo e vizinho de Fleming na Jamaica, considerou Moonraker como a melhor coisa que Fleming tinha escrito até então, "embora, como de costume, seja muito rebuscado, não tanto quanto os últimos dois ... A observação dele é extraordinária e seu talento para descrição, vívido". Fleming recebeu várias cartas de leitores reclamando sobre a falta de locações exóticas, com um chegando a afirmar que "Queremos sair de nós mesmos, não ficar sentados na praia em Dover".
Julian Symons do The Times Literary Supplement achou que Moonraker era "uma decepção", considerando que "a tendência de Fleming ... de parodiar a forma do suspense assumiu o comando na segunda metade desta história". Maurice Richardson do The Observer foi mais positivo, afirmando que o "Sr. Fleming continua a ser irresistivelmente legível, porém incrível". Hilary Corke do The Listener achou que "Fleming é um dos escritores de suspense mais talentosos", considerando que Moonraker "é tão implacavelmente legível quanto todo o resto". Ela também considerou que o autor a não era excessivamente dramático, declarando que o "Sr. Fleming é evidentemente muito talentoso para precisar depender desses dispositivos de sangue e trovão: ele poderia manter nossos cabelos em pé por trezentas páginas sem derramar mais sangue do que o permitido para Shylock". O jornal The Scotsman achou que Fleming "administra estímulos sem mesquinhez ... 'Espante-me!' o viciado pode desafiar: o Sr Fleming pode derrubá-lo".
John Metcalf do The Spectator achou que o livro era "absolutamente vergonhoso – e altamente agradável ... sem [Moonraker], nenhuma viagem ferroviária futura deverá ser realizada", porém considerou que "não é um dos melhores do Sr. Fleming". Anthony Boucher do The New York Times disse que "Não conheço ninguém que escreva sobre jogos de azar de forma mais vívida do que Fleming e eu só queria que as outras partes dos seus livros estivessem à altura das suas sequências de jogo". Richard Lister do New Statesman achou que o "Sr. Fleming é esplêndido; ele não para por nada". Al Manola do The Washington Post achou que a "Tradição britânica de ricos livros de mistério, descrição abundante e heroísmo robusto se unem bem" em Moonraker, proporcionando o que considerou que era "provavelmente o melhor livro de ação do mês".

## Adaptações
A primeira adaptação de Moonraker foi um rádio-drama na África do Sul em 1956, com Bob Holness dublando Bond. Segundo Andrew Roberts do The Independent, "ouvintes por todo país se emocionaram com os tons cultos de Bob enquanto ele derrotava os criminosos mestres do mal em busca da dominação mundial". O romance foi adaptado como uma tira em quadrinhos publicada diariamente de 30 de março a 8 de agosto de 1959, primeiro no jornal Daily Express e revendida mundialmente. Foi escrita por Henry Gammidge e ilustrada por John McLusky. A tira foi republicada em 2005 pela Titan Books junto com as de Casino Royale e Live and Let Die como parte de uma antologia.
O ator John Payne tentou comprar os direitos de adaptação cinematográfica do livro em 1955, mas nada aconteceu. O conglomerado midiático The Rank Organisation chegou a um acordo para a produção de um filme, porém também nada se deu. O romance não estava entre as histórias de Fleming inicialmente compradas em 1961 pela Eon Productions, mas os direitos foram adquiridos em 1969 e a produtora contratou Gerry Anderson para coescrever um roteiro. Anderson e o roteirista Tony Barwick prepararam um tratamento de setenta páginas que nunca foi produzido, mas alguns elementos eram semelhantes ao roteiro final do filme The Spy Who Loved Me de 1977.
"Moonraker" foi usado como título do décimo primeiro filme da série cinematográfica de James Bond, produzido pela Eon Productions e lançado em 1979. Foi dirigido por Lewis Gilbert, produzido por Albert R. Broccoli e estrelado por Roger Moore em sua quarta aparição como Bond. Como o roteiro do filme era completamente original, a Eon e a editora Glidrose Publications autorizaram Christopher Wood, roteirista do filme, a produzir uma romantização baseada no filme, chamada de James Bond and Moonraker.

### Citações
1. 1 2 3 4 5 6  Fleming & Dibdin 2006.
2. ↑  Lycett 1996, p. 250.
3. ↑  Chancellor 2005, pp. 224–225.
4. 1 2 3  Lycett 1996, p. 254.
5. 1 2 3  Chancellor 2005, p. 56.
6. 1 2  Lycett 1996, p. 253.
7. ↑  Matthew 2004.
8. ↑  Tomes 2010.
9. ↑  Chancellor 2005, p. 57.
10. 1 2  Benson 1988, p. 7.
11. ↑  Lycett 1996, pp. 241, 255.
12. ↑  Lycett 1996, p. 255.
13. ↑  Faulks 2009, p. 320.
14. ↑  Lycett 1996, pp. 254–255.
15. ↑  Barnes & Hearn 2003, p. 130.
16. ↑  Lycett 1996, p. 276.
17. 1 2  Lycett 1996, p. 257.
18. 1 2 3 4  Griswold 2006, p. 105.
19. ↑  Griswold 2006, p. 13.
20. ↑  Chancellor 2005, pp. 98–99.
21. ↑  Black 2005, p. 64.
22. 1 2  Black 2005, p. 23.
23. ↑  Macintyre 2008, p. 180.
24. 1 2  Fleming & Dibdin 2006, p. vi.
25. ↑  Macintyre 2008, p. 88.
26. ↑  Chancellor 2005, p. 113.
27. ↑  Longden 2009, p. 312.
28. ↑  Benson 1988, pp. 98–99.
29. ↑  Fleming & Dibdin 2006, pp. 10–11.
30. ↑  Macintyre 2008, p. 58.
31. ↑  Chancellor 2005, p. 71.
32. 1 2  Parker 2014, pp. 181–182.
33. ↑  Chancellor 2005, pp. 76–77.
34. ↑  Macintyre 2008, p. 176.
35. ↑  Macintyre 2008, pp. 178–179.
36. ↑  Chancellor 2005, p. 77.
37. 1 2  Black 2005, p. 19.
38. ↑  Eco 2009, pp. 38–39.
39. 1 2 3  Benson 1988, p. 99.
40. ↑  Eco 2009, p. 39.
41. ↑  Amis 1966, pp. 70–71.
42. ↑  Chancellor 2005, p. 115.
43. 1 2  Black 2005, p. 17.
44. ↑  Lindner 2003, p. 81.
45. 1 2  Chancellor 2005, p. 121.
46. 1 2  Black 2005, p. 20.
47. ↑  Parker 2014, p. 181.
48. ↑  Bennett & Woollacott 1987, p. 100.
49. ↑  Savoye 2013, p. 24.
50. ↑  Benson 1988, p. 100.
51. ↑  Comentale, Watt & Willman 2005, p. 153.
52. ↑  Amis 1966, p. 39.
53. ↑  Benson 1988, p. 85.
54. ↑  Benson 1988, p. 98.
55. ↑  Panek 1981, pp. 211–212.
56. ↑  Amis 1966, pp. 154–155.
57. ↑  Chapman 2009, p. 164.
58. ↑  Savoye 2013, p. 46.
59. ↑  Chapman 2009, p. 33.
60. ↑  Bennett & Woollacott 1987, p. 101.
61. 1 2   Sternberg, Meir (1983). «Knight Meets Dragon in the James Bond Saga: Realism and Reality-Models». University Park: Penn State University Press. Style. 17 (2): 142–180. JSTOR 42945465
62. 1 2  Black 2005, p. 16.
63. 1 2  Black 2005, p. 81.
64. ↑  Black 2005, p. 22.
65. 1 2  Benson 1988, p. 11.
66. ↑   «Book collecting». Oxford. Antiquarian Book Monthly. 28 (11): 52. Dezembro de 2001
67. ↑  Bennett & Woollacott 2003, pp. 16–17.
68. ↑  Benson 1988, pp. 11–12.
69. ↑   «Moonraker > Editions». Goodreads. Consultado em 20 de setembro de 2024
70. ↑   «Moonraker». WorldCat. Consultado em 20 de setembro de 2024
71. ↑   «Moonraker». James Bond Brasil. Consultado em 20 de setembro de 2024
72. ↑  Parker 2014, pp. 186–187.
73. ↑  Chancellor 2005, p. 159.
74. ↑  Parker 2014, p. 45.
75. ↑   Symons, Julian (20 de maio de 1955). «On the Shady Side». The Times Literary Supplement. Londres. p. 265
76. ↑   Richardson, Maurice (24 de abril de 1955). «Crime off the ration». The Observer. Londres. p. 15
77. ↑   Corke, Hilary (19 de maio de 1955). «New Novels». The Listener. Londres. p. 903
78. ↑   «Sem título». The Scotsman. Edimburgo. 30 de abril de 1955. p. 5
79. ↑   Metcalf, John (5 de maio de 1955). «Sem título». The Spectator. Londres
80. ↑   Lister, Richard (28 de abril de 1955). «Sem título». New Statesman. Londres. p. 16
81. ↑   Manola, Al (16 de outubro de 1955). «Coroner's Verdict». The Washington Post. Washington. p. E7
82. ↑   «Bob Holness, former Blockbusters host, dies aged 83». BBC. 6 de janeiro de 2012. Consultado em 21 de setembro de 2024
83. ↑   Roberts, Andrew (8 de novembro de 2006). «The Bond Bunch». The Independent. Londres. p. 14
84. ↑  Fleming, Gammidge & McLusky 1988, p. 6.
85. ↑   O'Keeffe, Alice (5 de junho de 2009). «Bumper harvest: the Christmas push begins with a very strong line-up of literary titles, says books editor Alice O'Keeffe». The Bookseller. Londres. p. 29
86. ↑  Chapman 2009, p. 44.
87. ↑  Hearn & Archer 2002, p. 187.
88. ↑  Barnes & Hearn 2003, p. 134.
89. ↑  Britton 2005, p. 149.